# Порат, Еркер
Еркер Улоф Порат (швед. Jerker Olof Porath; 23 октября 1921 года, Сала — 21 января 2016 года, Лунд) — шведский биохимик, изобретатель ряда хроматографических методов, в частности, ионообменной, аффинной, и эксклюзионной хроматографии.

## Биография
Учился в Уппсальском университете и закончил его в 1950 году со степенью лиценциата в органической химии, проведя исследование под руководством Арне Фредга. Выиграв стипендию в Институте раковых исследований в Гейдельберге, присоединился к биохимической исследовательской группе Арне Тиселиуса. В 1951—1952 годах стажировался по рекомендации Тиселиуса в лаборатории гормональных исследований в Калифорнийском университете в Беркли под руководством профессора Чжохао Ли. После возвращения в Уппсалу, занимался разработкой методов зонального электрофореза и ионообменной хроматографии для очистки гормонов.
Получил докторскую степень (PhD) в Уппсале в 1957 году, защитив диссертацию на тему «Зональный электрофорез на колоннах и адсорбционная хроматография на ионных производных целлюлозы как методы фракционирования пептидов и белков: на примере исследования гормонов задней доли гипофиза» (англ. Zone electrophoresis in columns and adsorption chromatography on ionic cellulose derivatives as methods for peptide and protein fractionations: application to the study of posterior pituitary hormones).
Наиболее известная разработка Еркера Пората, сделанная им совместно с Пером Флодином — гель-фильтрационная/эксклюзионная хроматография и стационарная фаза для неё Sephadex.
С 1969 по 1988 год был профессором в Уппсальском университете.

## Премии и другие знаки признания научных заслуг
Вклад Еркера Пората в биохимию был удостоен ряда научных премий.
В 1959 году он был удостоен премии Сикстена Геймана от Гётеборгского университета.
В 1963 году был награждён премией Аррениуса от Шведского химического общества (совместно с Пером Флодином), а в 1988 получил от него же медаль Брора Холмберга.
Дважды был награждён Большой золотой медалью (stora guldmedaljen) Шведской королевской академии инженерных наук — за разработку метода гель-фильтрации и сшитого декстрана (в 1968 году, совместно с Пером Флодином) и по совокупности заслуг в биохимии, особенно в методах разделения (в 1987 году).
В 1976 году был удостоен премии им. Йохана Бьёркена от Уппсальского университета, в 1979 — премии Ф. Г. Хопкинса и Хроматографической медали им. М. С. Цвета (совместно с Пером Флодином), в 1992 — премии Э. К. Фернстрома от Лундского университета («за новаторские работы в разработке методов разделения, имеющие фундаментальную значимость для современной биомедицины»), в 2002 — медали Улофа Рудбека, в 2009 — премии Тиселиуса.

### Членство в академиях
В 1971 году он был избран членом Шведской королевской академии инженерных наук, а затем Шведской королевской академии наук. С 1982 года он также был иностранным членом АН СССР / РАН.

## Дополнительные ссылки и литература
- Prof. Jan-Christer Janson. Till minne av en Biokemist Jerker Porath (23 oktober 1921 – 21 januari 2016) (швед.) // IVA Aktuellt. — Kungl. IngenjörsVetenskapsAkademien, 2016. — Nr. 1.
- С. Г. Кара-Мурза. Технология научных исследований как объект науковедческого анализа // Организация и эффективность научных исследований. — Российская академия наук, 1979. — № 1. — С. 44-52.